# Neuroshima Hex!
Neuroshima Hex! – logiczno-taktyczna gra planszowa autorstwa Michała Oracza wydana przez Wydawnictwo Portal w 2005 roku, której akcja toczy się w postnuklearnym uniwersum gry fabularnej Neuroshima. Gra rozgrywana jest w systemie turowym na planszy podzielonej na 19 heksagonalnych pól, nazwa wzięła się od zespołu Lääz Rockit - Euroshima. Każdy z graczy (reguły przewidują 2 do 4) w czasie rozgrywki kieruje jedną z czterech podstawowych armii: Posterunkiem, Mutantami Borgo, gangami Hegemonii lub maszynami Molocha, reprezentowanych przez zestaw 35 heksagonalnych żetonów każda. Obecnie armii jest dwadzieścia jeden, najnowszą są Piraci wydani Sierpniu 2022.
W 2008 roku druga edycja Neuroshimy Hex! została wydana w wersji angielskiej przez Z-Man Games. W tym samym roku została w Polsce wydana Neuroshima Hex! oznaczona roboczo wersją 2.5. W porównaniu do poprzednich edycji poprawiono znacznie jakość wykonania zarówno żetonów jak i samej planszy. Zupełnie został zmieniony znacznik punktacji, a do gry dołączono rozbudowaną, kolorową instrukcję.
Pod koniec 2013 roku wydana została edycja 3.0 wzbogacona o dodatkowe elementy: karty referencyjne armii, hexogłówki oraz liczniki obrażeń znane z pierwszej edycji, natomiast dotychczasowe elementy zostały usprawnione i uaktualnione: nowe grafiki żetonów, nowa plansza i obszerna instrukcja. Debiut w Polsce nastąpił w grudniu 2013 roku. W 2015 roku opublikowana została instrukcja w wersji na czytniki ebooków (formaty epub i mobi) zawierająca zasady do wszystkich armii, które do tej pory zostały wydane.

## Oficjalne rozszerzenia i dodatki

### Oficjalne dodatki
1. Babel13 (2008) – rozbudowany dodatek zawierający: dwie nowe armie (Nowy Jork oraz Neodżungla), scenariusz do rozegrania, żetony terenu oraz narzędzia do tworzenia własnych kampanii.
2. Duel (2009) – rozbudowany dodatek zawierający dwie dodatkowe armie (SMART i Vegas), oraz specjalną planszę dla dwóch graczy).
3. Stalowa Policja (marzec 2012) – pierwszy z serii tzw. dodatków armijnych, zawierający armię Stalowa Policja[4].
4. The Dancer (lipiec 2012) – drugi z serii tzw. dodatków armijnych. Zawiera armię The Dancer, której autorem jest Rustan Håkansson. Pierwotna wersja armii została opublikowana w serwisie BoardGameGeek[5].
5. Nowy Jork (2012) – trzeci zestaw tzw. dodatków armijnych. Zawiera armię Nowy Jork, która pierwotnie była jedną z dwóch armii dodatku Babel13. Materiały które zapewniał, poza ową armią, dodatek można znaleźć na stronie wydawnictwa Portal.
6. Neodżungla (2012) – czwarty army pack. Zawiera armię Neodżungla, która pierwotnie znajdowała się w dodatku Babel13.
7. Sharrash (2013) – piąty (oficjalnie trzeci nie licząc B13) army pack. Zawiera armię zmutowanych szczurów, zaprezentowany w lutym '13 na Portalkonie.
8. Mephisto (październik 2013) – szósty dodatek armijny, w którym mamy do czynienia z ogromnym, zmutowanym czerwiem. Jest to oficjalne wydanie fanowskiej armii autorstwa Michała Herdy[6].
9. Missisipi (maj 2014) – kolejny dodatek armijny, który wprowadza do gry frakcję zamieszkującą nadrzeczne tereny Missisipi, a sama armia kładzie nacisk na różne sposoby zatruwania jednostek przeciwnika[7].
10. Vegas 3.0 (sierpień 2014) – odświeżona wersja armii Vegas z dodatku Duel[8].
11. SMART 3.0 (wrzesień 2014) – odświeżona wersja armii Smart z dodatku Duel[9].
12. Uranopolis (styczeń 2015)[10]
13. Death Breath (październik 2016)[11]
14. Iron Gang (listopad 2017)[12]
15. Sand  Runners (październik 2019)[13]
16. Troglodyci (wrzesień 2020)[14]
17. Bestie (wrzesień 2021)[15]
18. Piraci (wrzesień 2022)
19. Gildia kupców (wrzesień 2023)
20. Partyzanci (październik 2023) - tylko w wersji online

### Minidodatki
1. Karty Reakcji Łańcuchowej (2009)[16]
2. Karty Taktyczne (sierpień 2014)[17]
3. Kafle Terenów (wrzesień 2016) – trzy dwustronne żetony zawierające cztery różne typy terenu: dwie dżungle, dwa mgliste bagna, jedne wzgórza i jedne góry[18].

### Specjalne dodatki promocyjne
1. Doomsday Machine (styczeń 2006) – dodatkowa armia, dodawana do zamówienia przedpremierowego pierwszej edycji, później rozdawana za darmo lub możliwa do wykupienia za punkty (lub od grudnia 2013 za pieniądze) w sklepie internetowym wydawnictwa Portal.
2. Mad Bomber (sierpień 2007) – dodatkowy żeton, rozdawany na konwencie Pionek w Gliwicach[19].
3. Najemnicy z Alabamy (2008) – cztery dodatkowe żetony, dodawane do drugiej edycji[20].
4. Thunder (2008) – podwójny żeton, rozdawany na konwencie Spiel 2008, a potem do przedpremierowego Babel13.
5. Stanowisko Artyleryjskie Grom (2008) – rozdawane podczas konwentu Spiel w 2008 roku, a później dołączane do przedpremierowego wydania dodatku Babel 13[21].
6. Baza Transportowa (lipiec 2014) – specjalny żeton rozdawany podczas turniejów odbywających się w wakacje 2014 roku[22].
7. Nocny Łowca (styczeń 2015) – dodawany do przedpremierowego wydania dodatku armijnego Uranopolis[23].
8. Generator Pola (luty 2015) – jedna z nagród, którą można zdobyć jedynie uczestnicząc w turniejach Mistrzostw Polski w Neuroshimę Hex 3.0 odbywających się w 2015 roku[24].
9. Zabójca (marzec 2015) – do zdobycia jako jedna z nagród podczas kampanii Dice Tower Season 10 na Kickstarterze w lutym 2014 roku[25].
10. Przewoźnicy (wrzesień 2016) – dostępny do końca 2016 roku tylko dla uczestników turniejów Mistrzostw Polski Neuroshima Hex[26].
11. Orbital (styczeń 2018) – rozdawany podczas finału Mistrzostw Polski 2017 w Neuroshimę Hex 3.0[27].